# Солтис Адам Мечиславович
Ада́м Мечисла́вович Со́лтис (пол. Adam Sołtys; 4 липня 1890, Львів — 6 липня 1968, Львів) — польський композитор, диригент, педагог.

## Життєпис та творчість
Адам Солтис почав займатися музикою у шість років. Першими вчителями музики майбутнього видатного композитора стали його батьки: Мечислав Солтис — батько, котрий навчив грі на скрипці, та мати — Юзефа з Моравецьких — яка навчала грі на фортепіано. Після смерті матері, Адам Солтис продовжує навчання, та з 1899 року стає учнем консерваторії GTM (клас скрипки під керівництвом Мауриція Вольфшталя), а теоретичні дисципліни вивчає під керівництвом свого батька М. Солтиса.
У 1911 році, після закінчення консерваторії та німецької гімназії А. Солтис продовжує навчання за кордоном в Шарлоттенбурзі (сьогодні район Берліна) під керівництвом Р. Кана. Студіює в Берлінському університеті (зокрема у Йоганеса Вольфа), Королівській академії музики (композиція Карл Вольф, диригування Роберт Кразельт), а від 1914 року в Академії мистецтв, в майстер класі Георга Шумана. В Берліні створюються перші зрілі твори композитора, зокрема Варіації на фортепіано ор. 4, Скрипкова соната (І ч.), романси Провесна, Прихід. Увесь період навчання молодий мистець керує хорами, що діяли в рамках польського музичного товариства «Гармонія»; а також виступає скрипалем та альтистом місцевого хору. В Берліні. У 1919 році Солтис стає професором музичного товариства Польщі, послідовник GTM у м. Львові. В консерваторії Польського музичного товариства Адам Солтис викладає усі музично-теоретичні дисципліни, відразу здобуваючи славу талановитого педагога. Керує також Оперною школою (започаткованою Мечиславом Солтисом) та оркестровим класом У 1920 році митець повернувся в Берлін, де у 1921 році захистив докторську дисертацію та був удостоєний ступеня доктора філософії в університеті, а з 1924 року (ще за життя батька) диригує майже усіма концертами Польського музичного товариства, досягаючи величезних успіхів.
Після повернення до Львова у 1921 році розпочався період інтенсивної, багатогранної музичної діяльності молодого композитора. Адам Солтис працює у Львівській консерваторії. Пріоритетна сфера диригентської діяльності митця — популяризація найвидатніших творів сучасності. Зокрема в 1928 році А. Солтис диригує III Симфонією «Пісня ночі» К. Шимановського, що була світовою прем'єрою твору в повному складі з хором. На цей концерт приїхав сам автор «Пісні ночі» і відтоді між А. Солтисом і К. Шимановським зав'язались дружні відносини (під впливом творчості Шимановського виникла «Гуральська сюїта» Адама Солтиса). Після смерті батька у 1929 році Адам Солтис стає ректором консерваторії Польського музичного товариства згодом, 1936 року він керує музичною редакцією «Львівського Польського радіо», систематично публікується як музичний критик. На початку 1930-х років за ініціативою Адама Солтиса та при його активній участі була реактивована діяльність Львівської філармонії, яку він і очолив як головний диригент 1933 року.
За визначні досягнення в розвитку музичної культури Львова митця нагороджено Золотим хрестом заслуг у 1932 році. У тому ж році Адам Солтис підготував виконання «Симфонії псалмів» І. Стравінського, «Царя Едіпа» Онегера, «Psalmus hungarikus» Кодая тощо. Завдяки А. Солтису у Львові звучали шедеври попередніх музичних епох, зокрема музика Баха, симфонії Бетовена, Брукнера, Дворжака, Малєра. У повоєнні роки А. Солтис надалі викладав теоретичні дисципліни і композицію в консерваторії м. Львова, яка вже на той час стала державною, імені Миколи Лисенка, педагогічна діяльність композитора продовжувалась буквально до останніх днів його життя. Спорадично до 1956 року Адам Солтис диригував концертами Львівської державної філармонії. Тоді були створені найбільш вагомі твори композитора, серед яких II Симфонія — 1946 рік, симфонічна поема «Слов'яни» написана у 1947 році, Концерт для оркестру, камерні композиції.
У 1953 році А. Солтису присвоєно почесне звання Заслуженого діяча мистецтв УРСР. Адам Солтис помер у Львові 6 липня 1968 році. З класу композиції А. Солтиса вийшли визначні композитори, зокрема: Мирослав Скорик, Анджей Нікодемович, Геннадій Ляшенко та інші. Творчість митця охоплює твори різних жанрів, центральне місце серед них займають композиції для симфонічного оркестру. Адам Солтис є автором: балету «Левове серце» — 1930, 2 симфоній — 1927 та 1946 роки, симфонічних поем, з них — «Слов'яни», 1950, Увертюр — «Святкова», 1950, «За мир», 1953, інші, 2 п'єси для скрипки з фортепіано — 1947, камерних, симфонічних, фортепіанних творів, романсів, обробок українських та польських народних пісень. музики до вистави «Кам'яний гість» Лесі Українки.
Помер 6 липня 1968 року у Львові, похований на Личаківському цвинтарі, поле № 72.
Є автором:
- балету «Левове серце» — 1930;
- 2 симфоній — 1927 та 1946 роки;
- симфонічних поем, з них — «Слов'яни», 1950;
- увертюр — «Святкова», 1950;
- «За мир», 1953, інші;
- 2 п'єси для скрипки з фортепіано — 1947;
- камерних, симфонічних, фортепіанних творів;
- романсів, обробок українських та польських народних пісень;
- музики до вистави «Камінний господар» Лесі Українки.

## Вшанування
7 травня 2024 року відбувся вечір у філармонії, присвячений композиторам та культурним діячам Мєчиславу та Адаму Солтисам. Концерт та урочисте відкриття пам'ятної таблиці відбулися з нагоди Дня польської діаспори та поляків за кордоном, а також Дня Конституції, який проходив 3 травня. Партнерами заходу виступили Генеральне Консульство Республіки Польщі у Львові.